# Eldorado overture
Eldorado overture is een nummer van het Electric Light Orchestra.
Jeff Lynne, leider van de band, schreef het voor het conceptalbum Eldorado - A Symphony by the Electric Light Orchestra, een symfonie volgens de subtitel. De ouverture/overture vormt daarbij de opening van de symfonie. Zoals een ouverture in de klassieke muziek betaamt is het werk een samensmelting van muziekthema's die in de loop van het werk te horen zijn. Die ouverture kreeg zelf ook een introductie mee in enigszins dromerige klanken uit de synthesizer bespeeld door Richard Tandy. Daarna zet Peter Forbes-Robertson, van origine een Britse bas, met diepe stem het verhaal in gang met "The dreamer, the unwoken fool" en afsluiting met "The Universal dreamer rises ... high on a hill in Eldorado". Er volgt een leenfragment uit het pianoconcert van Edvard Grieg. Daarna volgt een rallentando die in haar slottempo overgaat in Can't Get It Out of My Head. De Overture en Can’t get it werden jarenlang samen uitgevoerd tijdens concerten van ELO.
De ouverture was het eerste nummer dat Lynne schreef voor een groter orkest dan het strijkje dat deel uitmaakte van ELO. Hij was verbaasd over de klank van het dertig man tellende ensemble onder leiding van dirigent/arrangeur Louis Clark, aldus Lynnes toelichting bij heruitgaven van het album (b.v. in 2001). Lynne schreef de bijbehorende tekst in de auto op weg naar de De Lane Lea Studios waar het album werd opgenomen.

## NPO Radio 2 Top 2000
| Nummer met noteringen in de NPO Radio 2 Top 2000 | '00 | '01 | '02 | '03 | '04 | '05 | '06  | '07  | '08  | '09  | '10  | '11  | '12  | '13  |
| ------------------------------------------------ | --- | --- | --- | --- | --- | --- | ---- | ---- | ---- | ---- | ---- | ---- | ---- | ---- |
| Eldorado Overture                                | 952 | -   | 663 | 764 | 983 | 936 | 1073 | 1413 | 1062 | 1182 | 1200 | 1250 | 1439 | 1831 |

1. ↑  Een '-' betekent dat het nummer niet was genoteerd en een vetgedrukt getal geeft de hoogste notering aan.
2. ↑  2000 was het eerste jaar met een notering voor dit nummer.
3. ↑  Deze tabel is bijgewerkt tot en met de laatste editie (2024).